# Indigofera discolor
Indigofera discolor är en ärtväxtart som beskrevs av Per Axel Rydberg. Indigofera discolor ingår i släktet indigosläktet, och familjen ärtväxter. Inga underarter finns listade i Catalogue of Life.